# Симери Крики
Сѝмери Крѝки (на италиански: Simeri Crichi) е малко градче и община в Южна Италия, провинция Катандзаро, регион Калабрия. Разположено е на 465 m надморска височина. Населението на общината е 4600 души (към 2010 г.).